# Przedsiębiorstwo Komunikacji Miejskiej w Gliwicach
Przedsiębiorstwo Komunikacji Miejskiej w Gliwicach – gliwickie przedsiębiorstwo komunikacyjne, przewoźnik ZTM. Prezesem spółki jest Mirella Musiolik, a udziałowcami są miasta: Gliwice, Zabrze i Knurów, gminy Gierałtowice i Zbrosławice oraz Górnośląsko-Zagłębiowska Metropolia.

## Historia
Przedsiębiorstwo powstało 1 października 1991 roku, po przekształceniu WPK Katowice, z wydzielonego Zakładu Komunikacyjnego Nr 4 w Gliwicach. Początkowo PKM Gliwice zajmowało się nie tylko obsługą linii, ale również ustalało ich przebieg, opracowywało taryfy przewozowe oraz organizowało komunikację. 
W 1992 roku PKM Gliwice jako pierwsze przedsiębiorstwo w regionie rozpoczęło zakup nowych autobusów z Europy Zachodniej – w latach 1992–1993 przedsiębiorstwo zakupiło 10 krótkich DAB-ów 12-1200B oraz 5 przegubowych DAB-ów 12-1800B, które zostały wyprodukowane w Danii w zakładach Dansk Automobil Byggeri. W 1996 roku zakupiono 2 kolejne krótkie DAB-y.
1 stycznia 1997 roku miasto Gliwice przystąpiło do związku KZK GOP i to KZK GOP przejął obowiązki organizatora. 28 sierpnia 1997 PKM zostało przekształcone w spółkę z ograniczoną odpowiedzialnością.
W 1998 roku przewoźnik zakupił pierwsze autobusy niskopodłogowe – 5 sztuk Volvo B10BLE. W kolejnych latach spółka kontynuowała zakupy autobusów niskopodłogowych – zakupiono autobusy MAN NL 222, MAN NL 223 oraz Jelcz M125M.
W 2005 roku przewoźnik po raz pierwszy, na próbę zakupił partię autobusów średniej długości (15 m) – Solarisy Urbino 15. Autobusy te zastąpiły 18-metrowe autobusy przegubowe, co spowodowało krytykę ze strony pasażerów. W kolejnych przetargach spółka kupowała zarówno autobusy krótkie (12 m) – MAN NL263, jak również długie (18 m) – MAN  NG313 i Solaris Urbino 18. Dodatkowo w latach 2006–2008 pozyskano 13 używanych DAB-ów.
W dalszych latach spółka kupowała głównie autobusy Urbino produkowane przez Solarisa: Urbino 12, Urbino 15 i Urbino 18. W efekcie czego przewoźnik stał się posiadaczem największej liczby autobusów tej marki w województwie. W 2010 na stanie PKM znajdowały się 63 autobusy Urbino.
Poza modelem Urbino przewoźnik zakupił również 1 sztukę Volvo 7700 (2009 rok), 10 używanych Mercedesów Citaro G z Majorki (2010 rok), 10 nowych autobusów Scania CN280UA i 3 nowe MAN Lion's City G A23 (2012 rok). MANy są pierwszym pojazdami we flocie przewoźnika wyposażonymi w całopojazdową klimatyzację.
W marcu 2009 na linii nr 126 przewoźnik przeprowadził pierwsze testy autobusy hybrydowego – Solaris Urbino 18 Hybrid. W marcu 2012 na linii A4 testowano hybrydę Volvo 7700, natomiast we wrześniu 2014  hybrydę Volvo 7900.
10 stycznia 2014 w zajezdni odbyła się uroczystość przekazania 22 nowych autobusów wyprodukowanych przez Solaris Bus & Coach – 10 sztuk Urbino 12 i 12 sztuk Urbino 15. Dzięki dostawie tych autobusów możliwe było wycofanie Ikarusów. We wrześniu 2014, po dostawie kolejnych Uribno, ich łączna liczba wyniosła 100 sztuk.
W 2015 roku przewoźnik zdecydował się na kolejny zakup autobusów używanych, tym razem było to 7 Solarisów Urbino 18, które wcześniej były użytkowane w Bydgoszczy.
18 listopada 2016 na linii A4 przewoźnik rozpoczął pierwsze testy autobusu elektrycznego – Solaris Urbino 12 Electric. Natomiast 10 grudnia rozpoczęto testy spalinowego autobusu SOR NB 12
Pod koniec 2016 roku przewoźnik pozyskał 11 nowych autbusów Solaris Urbino 18 oraz 7 używanych autobusów wydzierżawionych od PKM Jastrzębie-Zdrój (2 autobusy MAN NL 223 i 5 Solarisów Urbino 12), dzięki czemu możliwe było wycofanie ostatnich wysokopodłogowych autobusów użytkowanych przez PKM Gliwice – DAB 12-1200B i DAB 12-1800B. Nowe solarisy są drugimi (zaraz po MAN Lion's City G A23 z 2012 roku) autobusami wyposażonymi w klimatyzację i pierwszymi wyposażonymi w porty USB we flocie przewoźnika. W czerwcu 2017 przewoźnik otrzymał 9 nowych Solarisów Urbino 12.
23 sierpnia 2018 przewoźnika podpisał umowę na dostawę 4 Urbino 12 i 12 Urbino 18. Krótkie autobusy zostały dostarczone w kwietniu, a długie w maju 2019.
1 stycznia 2019 Zarząd Transportu Metropolitalnego zastąpił KZK GOP, tym samym PKM Gliwice stał przewoźnikiem operującym na zlecenie ZTM.
20 sierpnia 2020 przewoźnik podpisał umowę na dostawę 10 elektrobusów Volvo 7900, a 8 marca 2021 na dostawę 15 hybrydowych, przegubowych autobusów MAN Lion’s City 19C. Jako pierwsze dostarczone zostały zamówione później autobusy hybrydowe, które do przewoźnika dotarły pod koniec grudnia 2021. Natomiast autobusy elektryczne rozpoczęły kursowanie 28 lutego 2022. Dodatkowo w ostatnich dniach 2021 roku przewoźnik zaakceptował ofertę konsorcjum firm PKS Południe, Transgór, LZ Apolinary Lazar i Marcin Lazar oraz Usługi Transportowe Krzysztof Pawelec w przetargu na dzierżawę 25 autobusów od początku 2022 roku do końca 2029 roku. 
W 2021 roku udziałowcem PKM Gliwice została Górnośląsko-Zagłębiowska Metropolia, która pod koniec 2023 roku przekazała przewoźnikowi 8 autobusów elektrycznych.
17 kwietnia 2023 podpisana została umowa na dostawę 17 przegubowych Urbino 18 z napędem mild hybrid, które na ulice Gliwic wyjechały w połowie stycznia 2024.
We wrześniu 2024 przewoźnik rozpoczął testy pierwszego w swojej historii autobusu o napędzie wodorowym – Solarisa Urbino 12 hydrogen.
14 listopada 2024 podpisano umowę na dostawę 10 elektrycznych solarisów (3 o długości 12 metrów oraz 7 przegubowych o długości 18 metrów), a 20 marca 2025 na dostawę 15 hybrydowych solarisów o długości 18 metrów.

## Tabor

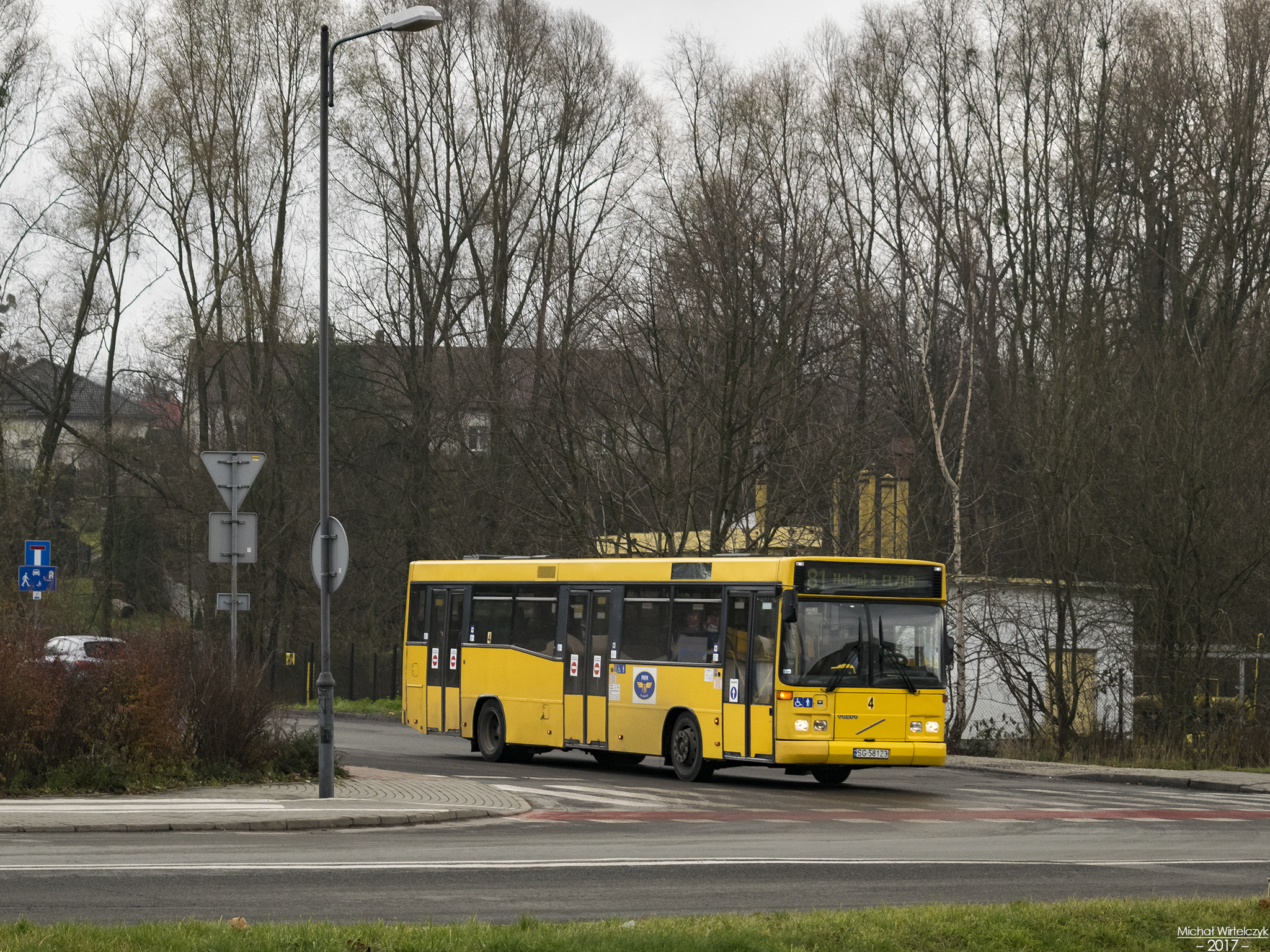
Volvo B10BLE

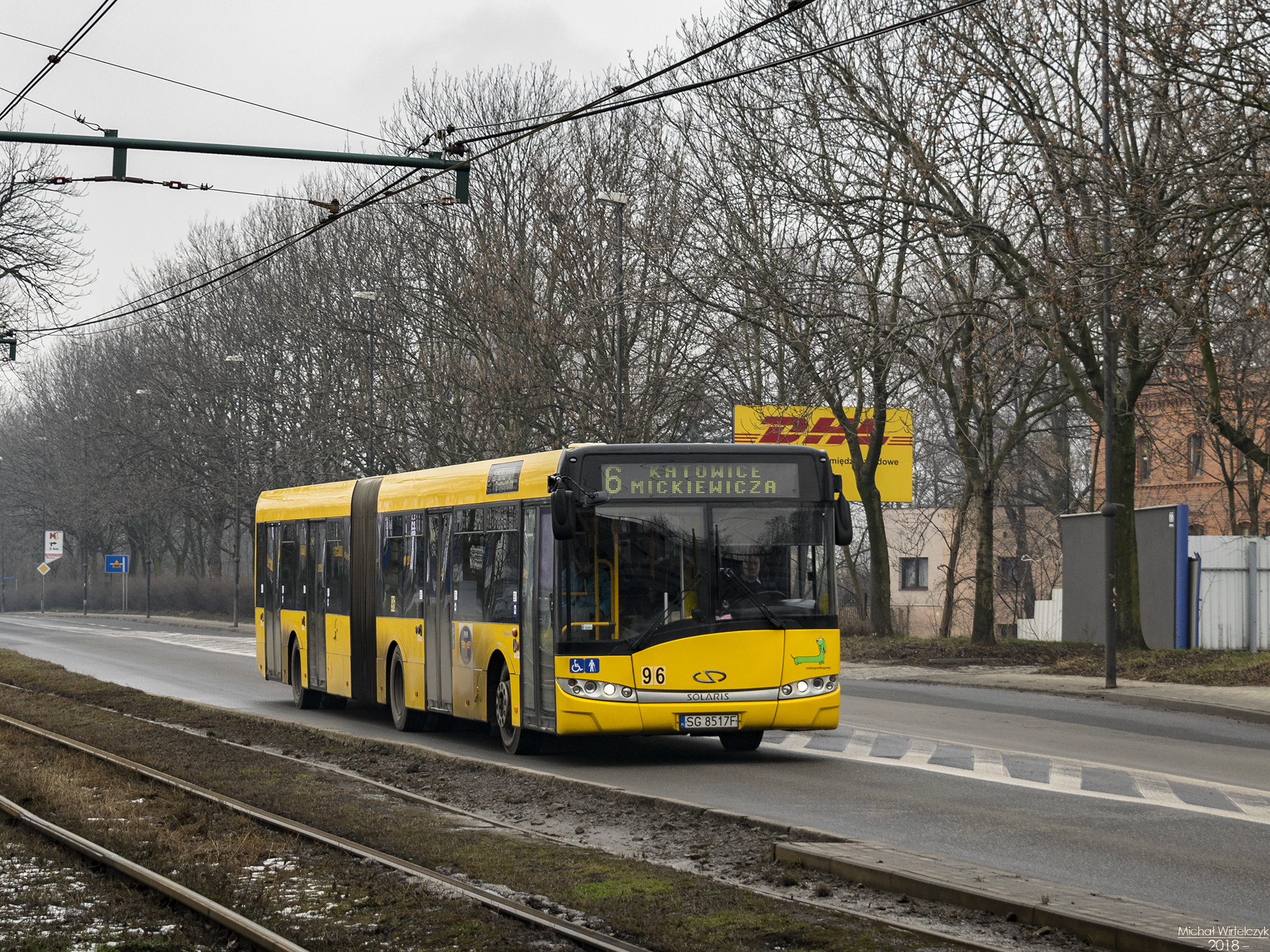
Solaris Urbino 18

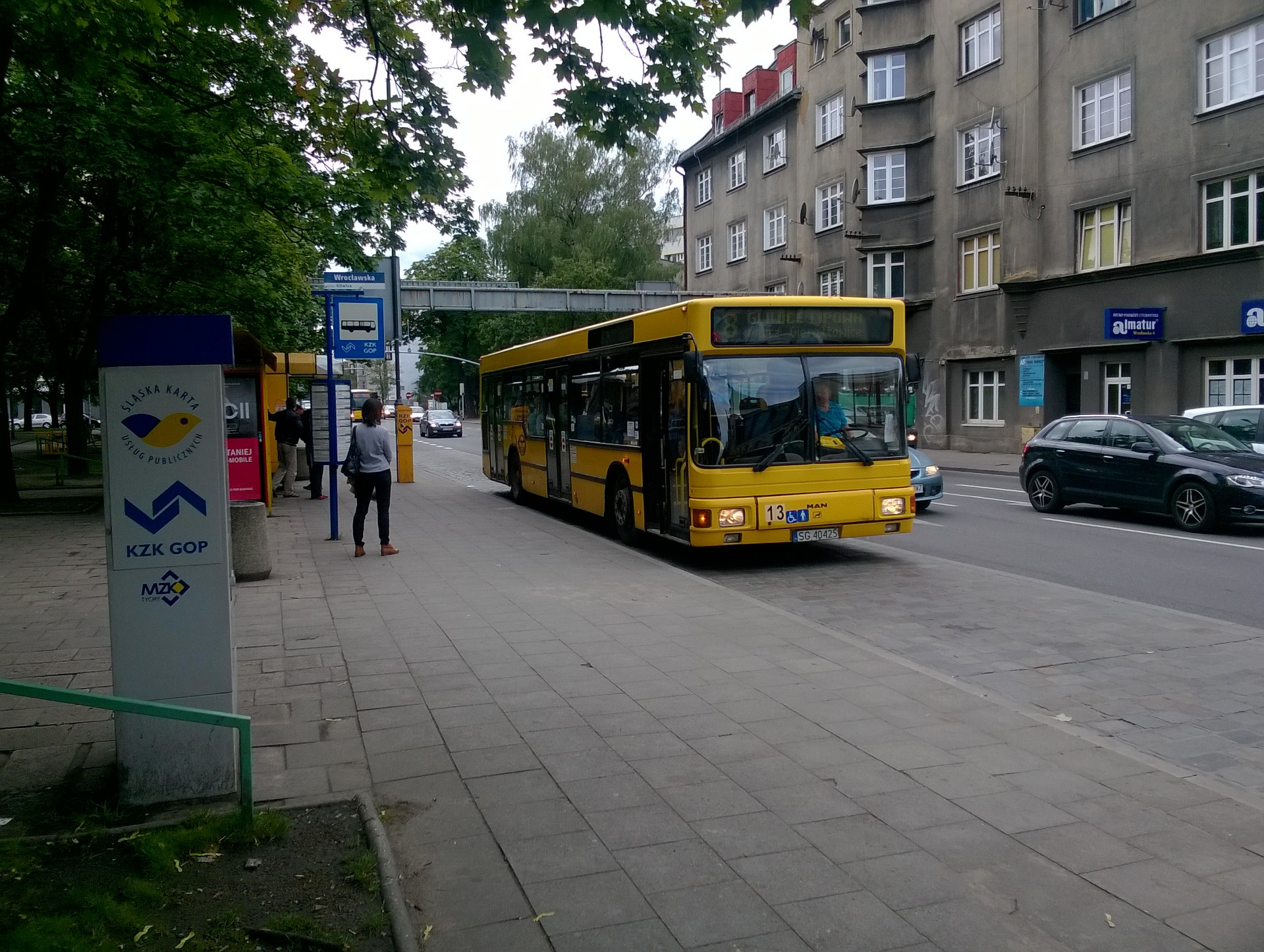
MAN NL 222

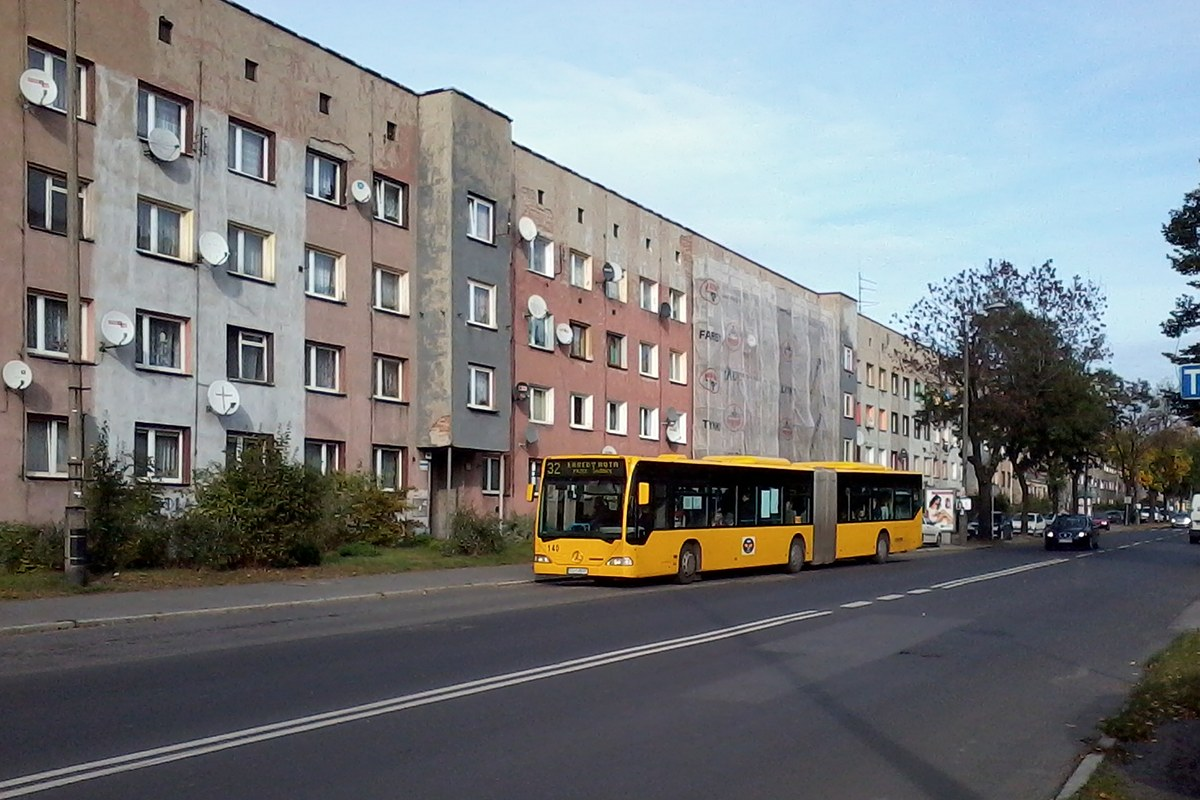
Mercedes Citaro O530G

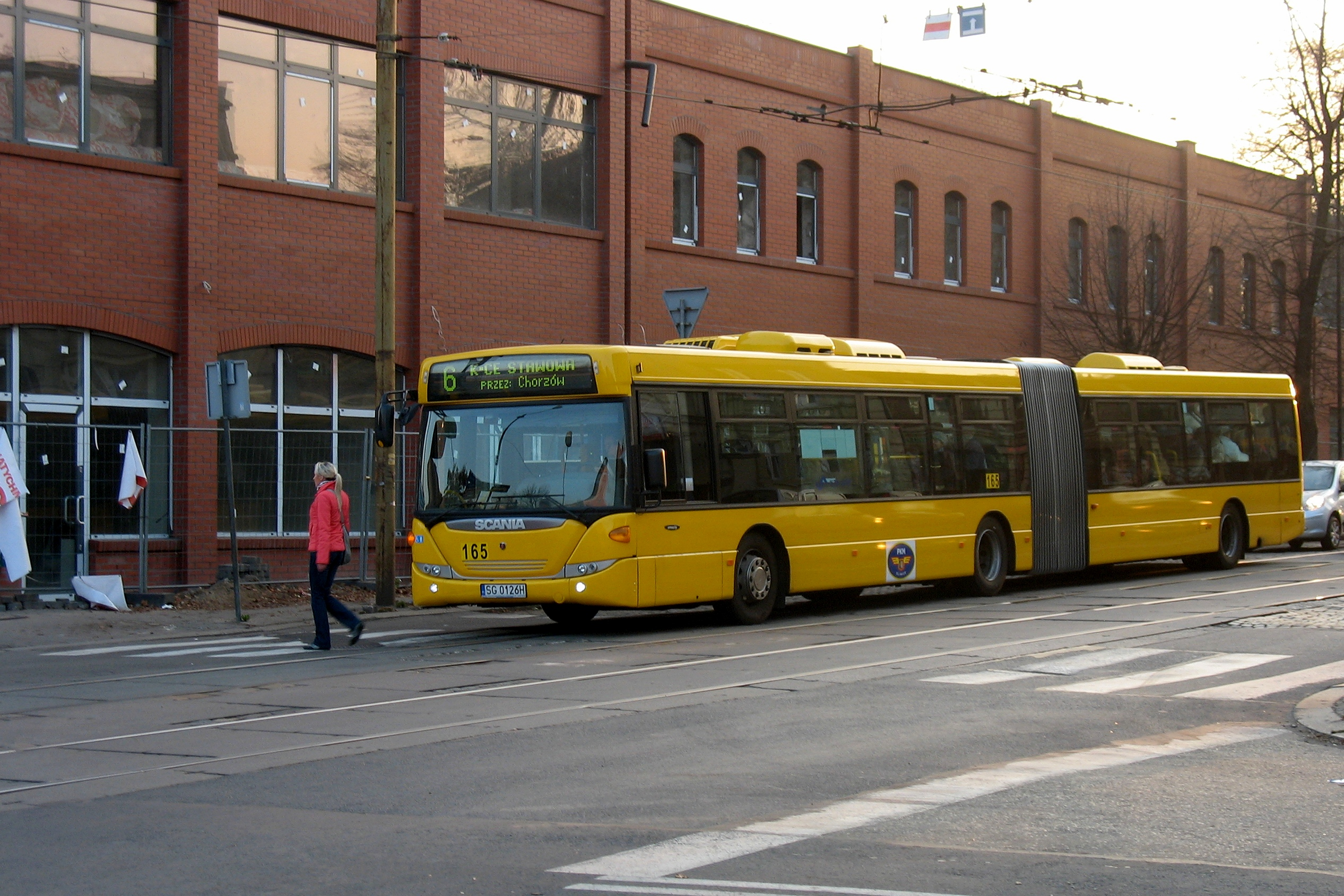
Scania CN280UA

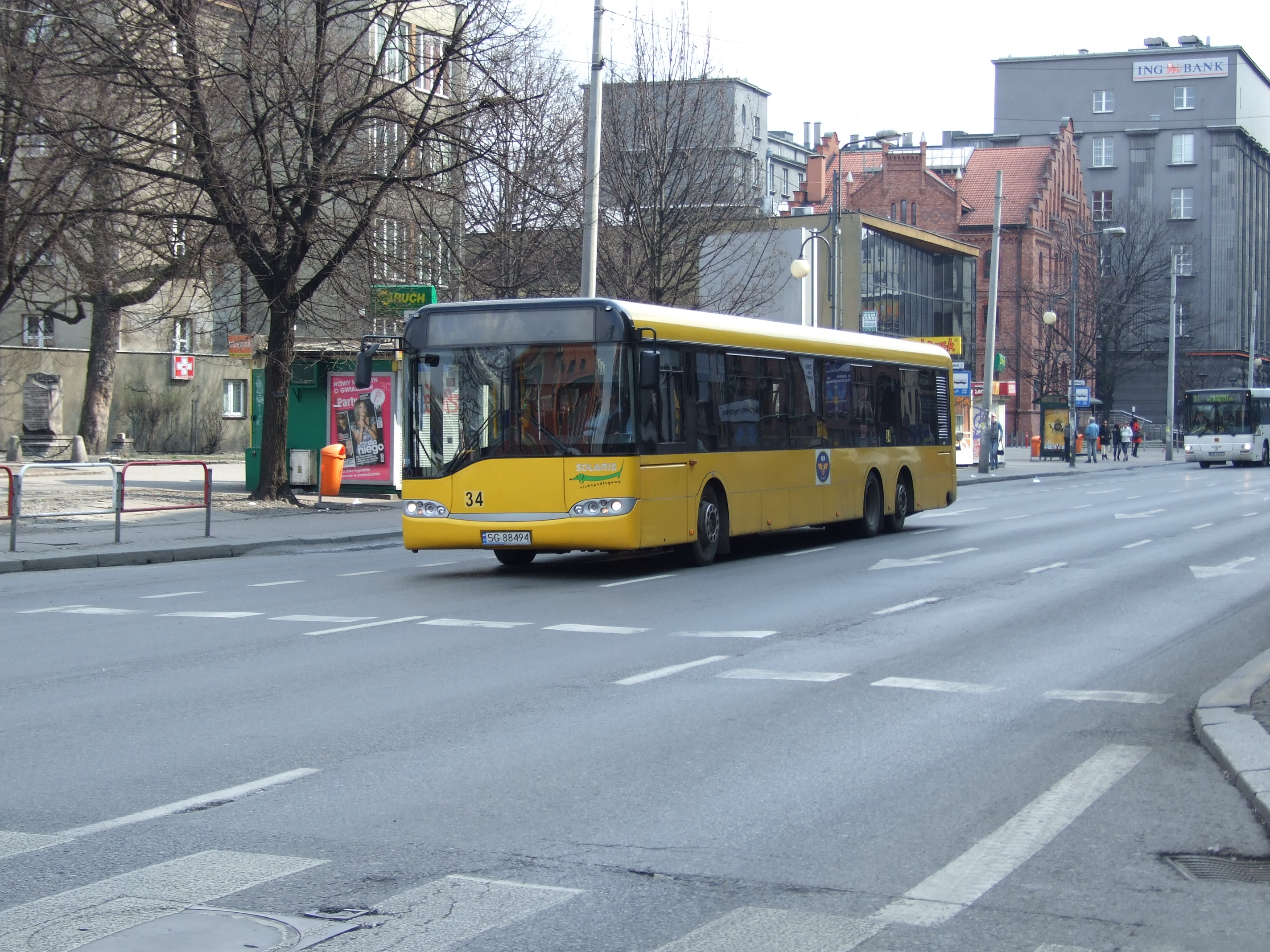
Solaris Urbino 15

| Typ autobusu               | Napęd       | Udogodnienia | Rozpoczęcie eksploatacji | Liczba |                     |
| -------------------------- | ----------- | --- | ------------------------ | ------ | ------------------- |
| MAN NL263 Lion's City      | spalinowy   | przewóz osób na wózkach | 2006                     | 3      | [ 3 ]               |
| MAN NG313 Lion's City G    | spalinowy   | przewóz osób na wózkach | 2006                     | 2      | [ 3 ]               |
| MAN Lion's City G A23      | spalinowy   | przewóz osób na wózkach · klimatyzacja przestrzeni pasażerskiej                                                            | 2012                     | 3      | [ 7 ]               |
| MAN Lion’s City 19C        | hybrydowy   | przewóz osób na wózkach · klimatyzacja przestrzeni pasażerskiej · ładowarki USB · Internet bezprzewodowy · przewóz rowerów | 2021                     | 15     | [ 24 ] [ 25 ]       |
| Mercedes Citaro O530G      | spalinowy   | przewóz osób na wózkach | 2010                     | 8 (10) | [ 4 ] [ 35 ] [ 36 ] |
| Scania CN280UA             | spalinowy   | przewóz osób na wózkach | 2011                     | 10     | [ 6 ]               |
| Solaris Urbino 12          | spalinowy   | przewóz osób na wózkach | 2008                     | 17     | [ 4 ]               |
| Solaris Urbino 12          | spalinowy   | przewóz osób na wózkach | 2012                     | 6      | [ 37 ] [ 37 ]       |
| Solaris Urbino 12          | spalinowy   | przewóz osób na wózkach | 2014                     | 10     | [ 11 ]              |
| Solaris Urbino 12          | spalinowy   | przewóz osób na wózkach | 2016                     | 5      | [ 15 ]              |
| Solaris Urbino 12          | spalinowy   | przewóz osób na wózkach · klimatyzacja przestrzeni pasażerskiej · ładowarki USB · Internet bezprzewodowy                   | 2017                     | 9      | [ 18 ]              |
| Solaris Urbino 12          | spalinowy   | przewóz osób na wózkach · klimatyzacja przestrzeni pasażerskiej · ładowarki USB · Internet bezprzewodowy · przewóz rowerów | 2019                     | 4      | [ 20 ]              |
| Solaris Urbino 12          | spalinowy   | przewóz osób na wózkach · klimatyzacja przestrzeni pasażerskiej · ładowarki USB · Internet bezprzewodowy · przewóz rowerów | 2020                     | 10     |                     |
| Solaris Urbino 12          | spalinowy   | przewóz osób na wózkach · klimatyzacja przestrzeni pasażerskiej · ładowarki USB · Internet bezprzewodowy · przewóz rowerów | 2022                     | 25     |                     |
| Solaris Urbino 15          | spalinowy   | przewóz osób na wózkach | 2005                     | 5      | [ 4 ]               |
| Solaris Urbino 15          | spalinowy   | przewóz osób na wózkach | 2012                     | 3      | [ 37 ] [ 37 ]       |
| Solaris Urbino 15          | spalinowy   | przewóz osób na wózkach | 2014                     | 12     | [ 11 ]              |
| Solaris Urbino 15          | spalinowy   | przewóz osób na wózkach | 2014                     | 6      | [ 38 ] [ 39 ]       |
| Solaris Urbino 18          | spalinowy   | przewóz osób na wózkach | 2006                     | 6      | [ 4 ]               |
| Solaris Urbino 18          | spalinowy   | przewóz osób na wózkach | 2008                     | 15     | [ 4 ]               |
| Solaris Urbino 18          | spalinowy   | przewóz osób na wózkach | 2010                     | 20     | [ 4 ]               |
| Solaris Urbino 18          | spalinowy   | przewóz osób na wózkach | 2015                     | 7      | [ 13 ]              |
| Solaris Urbino 18          | spalinowy   | przewóz osób na wózkach · klimatyzacja przestrzeni pasażerskiej · ładowarki USB · przewóz rowerów                          | 2016                     | 11     | [ 16 ]              |
| Solaris Urbino 18          | spalinowy   | przewóz osób na wózkach · klimatyzacja przestrzeni pasażerskiej · ładowarki USB · Internet bezprzewodowy · przewóz rowerów | 2019                     | 12     | [ 21 ]              |
| Solaris Urbino 12 electric | elektryczny | przewóz osób na wózkach · klimatyzacja przestrzeni pasażerskiej · ładowarki USB · przewóz rowerów                          | 2023                     | 7      | [ 29 ]              |
| Solaris Urbino 18 electric | elektryczny | przewóz osób na wózkach · klimatyzacja przestrzeni pasażerskiej · ładowarki USB · przewóz rowerów                          | 2023                     | 1      | [ 29 ]              |
| Volvo 7900 Electric 12     | elektryczny | przewóz osób na wózkach · klimatyzacja przestrzeni pasażerskiej · ładowarki USB · Internet bezprzewodowy · przewóz rowerów | 2022                     | 7      | [ 26 ] [ 40 ]       |
| Volvo 7900 Electric 18     | elektryczny | przewóz osób na wózkach · klimatyzacja przestrzeni pasażerskiej · ładowarki USB · Internet bezprzewodowy · przewóz rowerów | 2022                     | 3      | [ 26 ] [ 41 ]       |
| Solaris Urbino 18 hybrid   | hybrydowy   | przewóz osób na wózkach · klimatyzacja przestrzeni pasażerskiej · ładowarki USB · Internet bezprzewodowy · przewóz rowerów | 2024                     | 17     | [ 31 ]              |

## Struktura udziałów
Kapitał zakładowy spółki wynoszący 46 714 500 zł dzieli się na 93 429 udziały o wartości 500 zł każdy. Przedsiębiorstwo posiada 5 udziałowców:
- Gliwice – 83,53%,
- Zabrze – 8,03%,
- Górnośląsko-Zagłębiowska Metropolia – 6,42%
- Knurów – 1,14%,
- Gmina Gierałtowice – 0,47%,
- Gmina Zbrosławice – 0,40%[42].

1. Gliwice: 83,5%
2. Zabrze: 8,00%
3. GZM: 6,42%
4. Knurów: 1,10%
5. Gmina Gierałtowice: 0,47%
6. Gmina Zbrosławice: 0,51%

PKM Gliwice posiada udziały w przedsiębiorstwie Bus Service Center o wartość 1 285 000 zł (59% kapitału zakładowego tej spółki).